# Börge Hellström
Börge Hellström (1957. szeptember 25. – Gustavsberg, Värmdö község, 2017. február 17.) svéd író.

## Élete
A Kriminellas revansch i samhället (KRIS, Bűnüzők visszavezetése a társadalomba) szervezet alapító tagja volt. Anders Roslund újságíróval közösen 2004 és 2016 között hét bünügyi könyvet írtak Roslund & Hellström néven.
2017. február 17-én rákbetegség következményében hunyt el.

## Művei
Roslund & Hellström
- Odjuret (2004)
- Box 21 (2005)
- Edward Finnigans upprättelse (2006)
- Flickan under gatan (2007)
- Három másodperc (Tre sekunder) (2009); ford. Moldova Júlia
- Två soldater (2012)
- Tre Minuter (2016)

## Magyarul
- Anders Roslund–Börge Hellströmː Három másodperc; ford. Moldova Júlia; Animus, Bp., 2011 (Skandináv krimik)